# SourceWatch
A SourceWatch (korábban Disinfopedia) egy közösségi projekt, melynek célja egy webes lexikonban összegyűjteni a propagandával foglalkozó cégeket, az agytrösztöket, vállalatok által alapított szervezeteket, és ipar-barát szakértőket, akik a közvélemény és közérdek befolyásolásán dolgoznak a társaságok, kormányok, és egyéb érdekeltségek nevében.
A SourceWatch angol változata a Center for Media and Democracy nonprofit szervezet támogatásával 2003 februárjában indult, és a közreműködők révén már több mint 6000 cikket tartalmaz (2004. decemberi adat).
2006 áprilisától a wiki oldalak szerkesztését regisztrációhoz kötik. (Az oldalak tartalmát a nem regisztrált olvasók is megtekinthetik.)

## Főbb témái
- Megtévesztő PR-kampányok esettanulmányai;
- összevont PR-kampányok;
- a PR kritikái;
- élcsapatok;
- ipar-barát szakértők;
- vállalatok által alapított szervezetek;
- egyéb listák;
- propaganda technikák;
- PR társulások;
- PR cégek;
- PR szakértők (személyek);
- agytrösztök;
- háborús propaganda.

### Lásd még
- Összeesküvés-elmélet

### Külső hivatkozások
- http://www.sourcewatch.org